# Inge Schmitz-Feuerhake
Inge Schmitz-Feuerhake, geborene Feuerhake (* 28. September 1935 in Osnabrück) ist Physikerin, die in Deutschland durch Untersuchungen über den Leukämiecluster Elbmarsch bekannt wurde.

## Leben und Wirken
Inge Feuerhake studierte Physik und Mathematik in Hannover und Würzburg und war anschließend wissenschaftliche Mitarbeiterin im Institut für Angewandte Physik an der Technischen Hochschule Hannover. 1966 wurde sie mit einer Arbeit zur Dosimetrie des radioaktiven Fallout zum Dr. rer. nat. promoviert.
Von 1966 bis 1973 war sie Physikerin im Institut für Nuklearmedizin der Medizinischen Hochschule Hannover und betrieb dort Forschung auf dem Gebiet der Dosimetrie und des diagnostischen Einsatzes von radioaktiven Strahlern. In dieser Zeit lernte sie den Industriephysiker Klaus Schmitz kennen, den sie 1969 heiratete.
1973 wurde Inge Schmitz-Feuerhake als Professorin für Experimentelle Physik an die Universität Bremen berufen. Sie betrieb Forschung auf den Gebieten der Dosimetrie, des Strahlenschutzes und der gesundheitlichen Wirkungen radioaktiver Strahler. Sie hatte die Professur bis zu ihrer Pensionierung im Jahr 2000 inne.
Seit den 1980er Jahren beschäftigte sie sich intensiv mit der Frage von Leukämie-Häufungen in Deutschland. 1990 wurde Schmitz-Feuerhake Gründungsmitglied der Gesellschaft für Strahlenschutz e. V. und Mitherausgeberin der Berichte des Otto Hug Strahleninstituts e. V. 1992 wurde sie Mitglied der Leukämie-Kommission Schleswig-Holstein, die 2004 aufgelöst wurde. Im Jahre 2003 wurde sie zur Vorsitzenden des European Committee on Radiation Risk ECRR, einer antinuklearen wissenschaftlichen Kritikergruppe, gewählt. Inge Schmitz-Feuerhake ist außerdem Mitglied im Kuratorium der Deutschen Umweltstiftung.
2003 wurde Inge Schmitz-Feuerhake der Nuclear-Free Future Award für ihr Lebenswerk verliehen.

## Leukämiefälle in der Umgebung von Atomkraftwerken
Bundesweit bekannt wurde Schmitz-Feuerhake, als sie die Leukämiehäufungen bei Kindern in der Umgebung des Kernkraftwerks Krümmel untersuchte. Immer wieder verfasste sie Studien, die beweisen sollten, dass das Leukämiecluster Elbmarsch durch das Kernkraftwerk Krümmel erheblich radioaktiv belastet sein soll. 1992 wurde sie Mitglied der Leukämie-Kommission Schleswig-Holstein, die 2004 aufgelöst wurde, als sechs der acht Mitglieder demonstrativ zurückgetreten waren, mit Vorwürfen einer „Verschleierungspolitik“ gegenüber Behörden. Es wurde allerdings schon kurz nach Gründung der Kommission beklagt, dass die Mehrheit der Mitglieder polarisieren würden, von vornherein auf einen Zwischenfall in der Anlage Krümmel beharrt hätten und dem widersprechende Studien zurückgehalten haben. Schmitz-Feuerhake war außerdem in der Leukämie-Kommissionen Schleswig-Holsteins tätig. Die umfangreichen Recherchen und Fachdiskussionen dieser beiden Gremien blieben allerdings ergebnislos. Bis heute (2022) konnte ein kausaler Nachweis nicht geführt werden, dass die radioaktiven Stoffe aus den vier Atomkraftwerken an der Elbe die Ursache darstellen für die Zunahme der Wahrscheinlichkeit für Kinder, an Leukämie zu erkranken.
1998 untersuchte Schmitz-Feuerhake Staub auf Dachböden in Elbmarsch und fand dabei angeblich Plutonium in Isotopenverhältnissen, die weder durch die Katastrophe von Tschernobyl noch durch Kernwaffentests in den 1960er Jahren zu erklären waren. Ihrer Ansicht nach konnte sie beweisen, dass das Plutonium aus dem Kernreaktor von Krümmel stammte. Andere Fachleute konnten diese Schlussfolgerung bei ihren Analysen allerdings nicht nachvollziehen und führten diese Spuren auf die oberirdischen Atomwaffentests zurück.
Auch was den Leukämiecluster Elbmarsch angeht wurden viele ihrer Ergebnisse von anderen Experten angezweifelt. Kritiker werfen ihr aufgrund ihrer klaren Anti-Atomkraft-Haltung Voreingenommenheit vor und bemängeln, dass die Ergebnisse ihrer Untersuchungen zum Thema Kernenergie bereits im Vorhinein feststünden. An anderer Stelle wird von einem öffentlich ausgetragenen internen Streit zwischen Kollegen gesprochen.

## Veröffentlichungen
- Autorengruppe des Projektes SAIU an der Universität Bremen: Zum richtigen Verständnis der Kernindustrie - 66 Erwiderungen. Oberbaumverlag, Berlin 1975.
- I. Schmitz-Feuerhake, B. Dannheim, A. Heimers, B. Oberheitmann, H. Schröder, H. Ziggel: Leukaemia in the proximity of a German boiling water reactor: evidence of population exposure by chromosome studies and environmental radioactivity. In: Environ. Health Perspect., 105, Suppl. 6, 1997, S. 1499–1504, PMID 9467072
- W. Hoffmann, I. Schmitz-Feuerhake: How radiation-specific is the dicentric assay? In: J. Exposure Analysis Environmental Epidemiology 2/1999, S. 113–133
- I. Bruske-Hohlfeld, H. Scherb, M. Bauchinger, E. Schmid, H. Fender, G. Wolf, G. Obe, I. Schmitz-Feuerhake, H. Schröder, G. Stephan, M. Csicsaky, H.E. Wichmann: A cluster of childhood leukaemias near two neighbouring nuclear installations in Northern Germany: prevalence of chromosomal aberrations in peripheral blood lymphocytes. In: Int. J. Radiat. Biol., 77(1), 2001, S. 111–116, PMID 11213343
- I. Schmitz-Feuerhake, H. von Boetticher, B. Dannheim, K. Gotz, A. Heimers, W. Hoffmann, H. Schröder: Estimation of x ray overexposure in a childhood leukaemia cluster by means of chromosome aberration analysis In: Radiat. Prot. Dosimetry, 98(3), 2002, S. 291–297 PMID 12018746
- I. Schmitz-Feuerhake, J.W. Mietelski, P. Gaca: Transuranic isotopes and 90Sr in attic dust in the vicinity of two nuclear establishments in northern Germany. In: Health Physics, 84, 2003, S. 599–607, PMID 12747479
- DB Richardson, S. Wing, J. Schroeder, I. Schmitz-Feuerhake, W. Hoffmann: Ionizing radiation and chronic lymphocytic leukemia. In: Environ Health Perspect., 2005 Jan;113(1), S. 1–5, PMID 15626639
- W. Mämpel, S. Pflugbeil, R. Schmitz, I. Schmitz-Feuerhake: Unterschätzte Gesundheitsgefahren durch Radioaktivität am Beispiel der Radarsoldaten. (= Berichte des Otto Hug Strahleninstituts, Bericht Nr. 25), Berlin 2015, ISSN 0941-0791